# 想用梦照亮夜空/不成熟的DREAMER
《想用梦照亮夜空/不成熟的DREAMER》（日语：夢で夜空を照らしたい/未熟DREAMER）是Aqours的单曲，2016年9月14日由Lantis发行。

## 概况
本单曲为双A面单曲，也是电视动画《Love Live! Sunshine!!》的插入曲。其中想用梦照亮夜空为第6话插曲；不成熟的DREAMER为第9话插曲，也是动画剧情中新的Aqours成为九人团体后的第一首歌曲。初回限定CD还附赠了特别版封面（与歌词小册子尺寸相同、但画像不同的纸卡）。
单曲发行首日在Oricon公信榜排名第三；发行首周以约3.7万张的销量排名第二，同时刷新了Aqours单曲排名最高纪录。

## 收录曲目
括号中的中文翻译仅供参考，并非官方翻译。
1. （想用梦照亮夜空）
  - 作詞：畑亚贵，作曲：光增基（日语：光増ハジメ），編曲：EFFY
2. （不成熟的DREAMER）
  - 作詞：畑亚贵，作曲、编曲：渡边和纪（日语：渡辺和紀）
3. (Off Vocal)
4. (Off Vocal)